# 8.º distrito electoral de Chile
El octavo distrito electoral de Chile es un distrito electoral ubicado en la Región Metropolitana de Santiago que elige ocho diputados para la Cámara de Diputados de Chile. Fue creado en 2018 a partir de los antiguos decimosexto y vigésimo distritos. Según el censo de 2017, posee 1 457 756 habitantes.

## Composición
El distrito está compuesto por las siguientes comunas:
| - Colina - Lampa - Quilicura - Pudahuel - Tiltil | - Cerrillos - Estación Central - Maipú |  |

## Representación
| 3 | 2 | 1 | 2 |

| 2 | 1 | 1 | 1 | 1 | 2 |

### Diputados
| Pactos y partidos políticos |
| --- |
| Chile Vamos La Fuerza de la Mayoría Convergencia Democrática Frente Amplio Chile Podemos + Partido Republicano Partido Ecologista Verde Nuevo Pacto Social Partido de la Gente Apruebo Dignidad |

| Periodo | Diputado | Diputado           | Diputado | Diputado                | Diputado               | Diputado             | Diputado | Diputado                | Diputado                 | Diputado | Diputado              | Diputado                 | Diputado | Diputado          | Diputado | Diputado | Diputado           | Diputado                 | Diputado | Diputado            | Diputado                        | Diputado | Diputado          | Diputado | Mandato                                 |
| ------- | -------- | ------------------ | -------- | ----------------------- | ---------------------- | -------------------- | -------- | ----------------------- | ------------------------ | -------- | --------------------- | ------------------------ | -------- | ----------------- | -------- | -------- | ------------------ | ------------------------ | -------- | ------------------- | ------------------------------- | -------- | ----------------- | -------- | --------------------------------------- |
| LV      |          | Joaquín Lavín León |          |                         | Patricio Melero Abaroa |                      |          | Mario Desbordes Jiménez |                          |          | Gabriel Silber Romo   |                          |          | Pepe Auth Stewart |          |          | Carmen Hertz Cádiz |                          |          | Claudia Mix Jiménez |                                 |          | Pablo Vidal Rojas |          | 11 de marzo de 2018-11 de marzo de 2022 |
| LVI     |          | Joaquín Lavín León |          | Cristián Labbé Martínez |                        | Agustín Romero Leiva |          |                         | Alberto Undurraga Vicuña |          | Rubén Oyarzo Figueroa | Logo_Partido_de_la_Gente |          |                   |          |          | Carmen Hertz Cádiz | Viviana Delgado Riquelme |          | Claudia Mix Jiménez | 11 de marzo de 2022-En el cargo |          |                   |          |                                         |

## Convencionales constituyentes
| Coalición           | Votos   | Partido                 | Votos                   | Convencionales                                     |
| ------------------- | ------- | ----------------------- | ----------------------- | -------------------------------------------------- |
| Apruebo Dignidad    | 154 570 | Revolución Democrática  | 116 523                 | 1. Daniel Stingo Camus 2. Tatiana Urrutia Herrera  |
| Apruebo Dignidad    | 154 570 | Partido Comunista       | 16 410                  | 1. Valentina Miranda Arce                          |
| La Lista del Pueblo | 88 420  | Pacto de independientes | Pacto de independientes | 1. Marco Arellano Ortega 2. María Rivera Iribarren |
| Vamos por Chile     | 70 273  | Evolución Política      | 31 428                  | 1. Bernardo de la Maza Bañados                     |
| Lista del Apruebo   | 45 427  | Partido Progresista     | 12 012                  | 1. Bessy Gallardo Prado                            |

## Plebiscitos constitucionales

### Convención Constitucional
Según el Servel, los datos y resultados del plebiscito constitucional de entrada para una Convención Constitucional y plebiscito constitucional de salida para ratificar el proyecto constitucional fueron los siguientes:
| Plebiscito | Apruebo | Apruebo | Rechazo | Rechazo | Válidos | Válidos | Nulos  | Nulos | Blancos | Blancos | Emitidos | Electores totales | Participación % |
| Plebiscito | Votos   | %       | Votos   | %       | Votos   | %       | Votos  | %     | Votos   | %       | Emitidos | Electores totales | Participación % |
| ---------- | ------- | ------- | ------- | ------- | ------- | ------- | ------ | ----- | ------- | ------- | -------- | ----------------- | --------------- |
| 2020       | 518 750 | 84.19   | 94 914  | 15.40   | 613 664 | 99.59   | 1858   | 0.30  | 668     | 0.11    | 616 190  | 1 050 918         | 58.63           |
| 2022       | 436 453 | 45.47   | 503 626 | 52.47   | 940 079 | 97.94   | 14 702 | 1.53  | 5098    | 0.53    | 959 879  | 1 078 750         | 88.98           |